# John LaFarge (jésuite)
Pour les articles homonymes, voir Lafarge.
Pour le peintre, voir John LaFarge.
Compléments
LaFarge est le fondateur de la Conférence nationale catholique pour la justice interraciale
John LaFarge, né le 13 février 1880 à Newport, dans le Rhode Island (États-Unis) et mort le 24 novembre 1963 à New York, est un prêtre jésuite américain qui fut écrivain et un journaliste très engagé dans les campagnes antiracistes de l’entre-deux-guerres. Il est le fondateur de la Conférence nationale catholique pour la justice interraciale.

## Biographie

### Jeunesse et premières années
Troisième fils des neuf enfants du célèbre artiste homonyme, John LaFarge, il fait son éducation primaire et secondaire au privé. Pour ses études universitaires, il s’inscrit à l’université Harvard en 1897 et en reçoit son diplôme en 1901. Se sentant appelé au service sacerdotal, il poursuit des études de théologie à Innsbruck (Autriche) où il est ordonné prêtre le 26 juin 1905.
Cinq mois plus tard, le 2 novembre 1905, il entre au noviciat de la Compagnie de Jésus à Poughkeepsie (New York). Sa formation spirituelle et intellectuelle se poursuit par quelques années d’enseignement à Canisius College (Buffalo) et Loyola College (Baltimore) et deux années d’études au scolasticat jésuite de Woodstock (New York). Il y obtient la licence en philosophie.

### Ministère sacerdotal
En 1911, LaFarge est vicaire dans la paroisse St Inigo (Saint-Ignace) du Maryland. Il y passe une quinzaine d’années et y organise entre autres de nombreuses missions dans les paroisses rurales de la partie sud de l'État: des années fécondes, écrira-t-il, puisque c’est là qu’il découvre la condition pitoyable des anciens esclaves noirs et ce qu’il est convenu d’appeler le « problème racial ». C’est le point de départ de ses groupes interraciaux catholiques. Il fonde l’institut Cardinal-Gibbons, une école technique pour étudiants noirs du Maryland méridional.
En août 1926, LaFarge est nommé sous-éditeur de la revue hebdomadaire des jésuites américains, America. Il habite dès lors à New York. Il restera toute sa vie membre du conseil éditorial de la revue, à laquelle son nom reste encore aujourd’hui intimement lié. Pendant quatre ans,de 1944 à 1948, il en sera le rédacteur en chef.

### Lutte pour la justice interraciale
À partir de 1926, LaFarge est de plus en plus engagé dans la lutte pour une vraie justice interraciale, aussi bien par ses articles dans la revue America, que des conférences qu'il donne et surtout les groupes interraciaux catholiques qu'il organise et multiplie avec leur revue, Interracial Review. Lié d’amitié avec Catherine Drexel, il collabore à la fondation de sa congrégation religieuse pour les autocthtones et les noirs.
Il avait, des années auparavant, fondé une Union de laïcs catholiques noirs comme groupe de formation spirituelle et d’études des relations interraciales. En 1934, cette union se développe en conseil interracial catholique. En 1958, quarante de ces conseils formeront ensemble l’influente Conférence nationale catholique pour la justice interraciale. La conférence devient une vigoureuse voix exprimant la position catholique dans les débats pour les droits civiques des noirs.
Excellent journaliste et brillant intellectuel, il écrit d’innombrables articles pour promouvoir la cause de la justice et dénoncer les idéologies racistes qui gagnent du terrain durant l’entre-deux-guerres. Ces articles sont publiés dans toutes les revues jésuites importantes comme Études (France), Civiltà Cattolica (Italie), Streven (Belgique) et Stimmen der Zeit (Allemagne).
Il est auteur de plusieurs livres également comme Interracial Justice, qui attire l’attention du pape Pie XI, qui le fait venir à Rome en1938 et le charge de préparer avec deux autres jésuites un mandement pontifical condamnant les idéologies racistes et antisémites.
Membre de plusieurs académies et récipiendaire de nombreuses distinctions dont l’American Liberties Medallion of the American Jewish Committee, LaFarge s’éteint à la résidence jésuite de New York le 24 novembre 1963.

## Écrits
Outre de très nombreux articles publiés dans la revue America et d'autres revues influentes d'Europe, LaFarge est l'auteur des livres suivants :
- The Jesuits in Modern Times, New York, 1928.
- Interracial Justice, New York, 1937.
- A Catholic Interracial Programme, New York, 1939.
- The Race Question and The Negro: a Study of the Catholic Doctrine on Interracial Justice, New York, 1943.
- Un livre autobiographique : The Manner is Ordinary, New York, 1954.
- The Catholic Viewpoint on Race Relations, New York, 1956.
- Saint Ignatius Loyola and our Times, dans Thought, vol.31 (1956), pp.165-186.
- Reflection on Growing Old, New York, 1963.

- Une sélection d'articles de LaFarge fut publiée par T.N.Davis et J.Small (eds): A John LaFarge Reader, New York, 1956.